# 黑格斯船闸

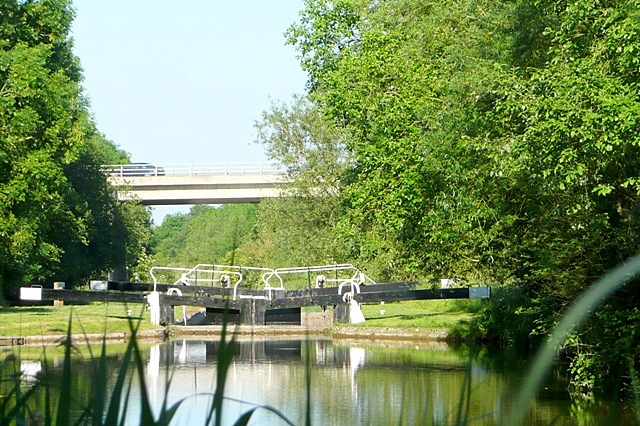
黑格斯船闸

黑格斯船闸（英語：Higg's Lock）是肯尼特和埃文运河上的一个船闸，其位于英国伯克郡纽伯里和肯特伯瑞和之间。
黑格斯船闸由纽伯里工程师约翰·荷瑞于1718年至1723年间监造。运河管理着英国的水路。船闸可上升/下降1.78米。